# Faustina, a Jovem
Faustina, a Jovem (em latim: Annia Galeria Faustina Minor), também chamada de Faustina Menor (em latim: minor - "a jovem"), foi uma imperatriz-consorte romana, esposa do imperador Marco Aurélio. Ela era filha do imperador Antonino Pio e sua esposa Faustina, a Maior e, por isso, além de esposa era também prima pelo lado materno de Marco Aurélio. Embora as fontes romanas geralmente apresentem uma visão negativa sobre ela, Faustina era tida em alta estima pela soldadesca e pelo marido, sendo deificada depois de morta.

## História
Faustina, batizada em homenagem à mãe, era a segunda dos quatro filhos dos pais e também a mais jovem; além disso, foi a única a alcançar a idade adulta. Ela nasceu e foi criada em Roma.
Seu tio-avô, o imperador Adriano, havia combinado com o pai dela de casar Faustina com Lúcio Vero. Em 25 de fevereiro de 138, ambos ficaram noivos. Lúcio Élio, o pai do noivo, era o primeiro filho adotivo de Adriano e seu herdeiro aparente; porém, quando Lúcio morreu, Adriano escolheu o pai de Faustina - o futuro imperador Antonino Pio - como seu segundo filho adotivo e, eventualmente, ele é que se tornou o herdeiro do velho imperador. O pai de Faustina então desfez o acordo de casamento dela com Vero e combinou um noivado com o primo dela pelo lado da mãe, Marco Aurélio, que também foi adotado por ele. Em 13 de maio de 145, Faustina e Marco Aurélio se casaram e, quando o pai dela morreu, em 7 de março de 161, ele e Lúcio Vero se tornaram coimperadores. Faustina recebeu o título de augusta e se tornou imperatriz.
Infelizmente, pouco sobreviveu nas fontes sobre a vida de Faustina, mas o que chegou até nossos tempos não apresenta um retrato positivo. Dião Cássio e a Historia Augusta acusam Faustina de ordenar assassinatos por envenenamento e execuções; ela também foi acusada de instigar a revolta de Avídio Cássio contra o marido. A Historia Augusta menciona adultério com marinheiros, gladiadores e homens poderosos; porém, Faustina e Aurélio parecem ter sido muito próximos e devotados um ao outro.

## Morte
Faustina acompanhava o marido em campanhas militares e recebia o carinho e a reverência dos soldados romanos. Aurélio deu-lhe o título de mater castrorum ("mãe do acampamento [do exército]") e ela tentava o melhor para tornar o acampamento do exército sua casa. Entre 170 e 174 ela estava em campanha no norte e, em 175, ela acompanhou o marido até o oriente; porém, estas experiências cobraram o preço sobre a saúde de Faustina, que terminou morrendo no inverno de 175 depois de um acidente num campo militar em Halala (uma cidade nos montes Tauro, na Capadócia).
Aurélio lamentou muito a perda da esposa e a sepultou no Mausoléu de Adriano em Roma. Ela foi também deificada: sua estátua foi colocada no Templo de Vênus, na capital, e um outro templo foi dedicado em sua homenagem. A cidade de Halala teve seu nome alterado para "Faustinópolis" e Aurélio fundou escolas para auxiliar garotas órfãs chamadas de Puellae Faustinianae ("Garotas de Faustina"). Os Banhos de Faustina, em Mileto, foram batizados em sua homenagem.

## Casamento e filhos

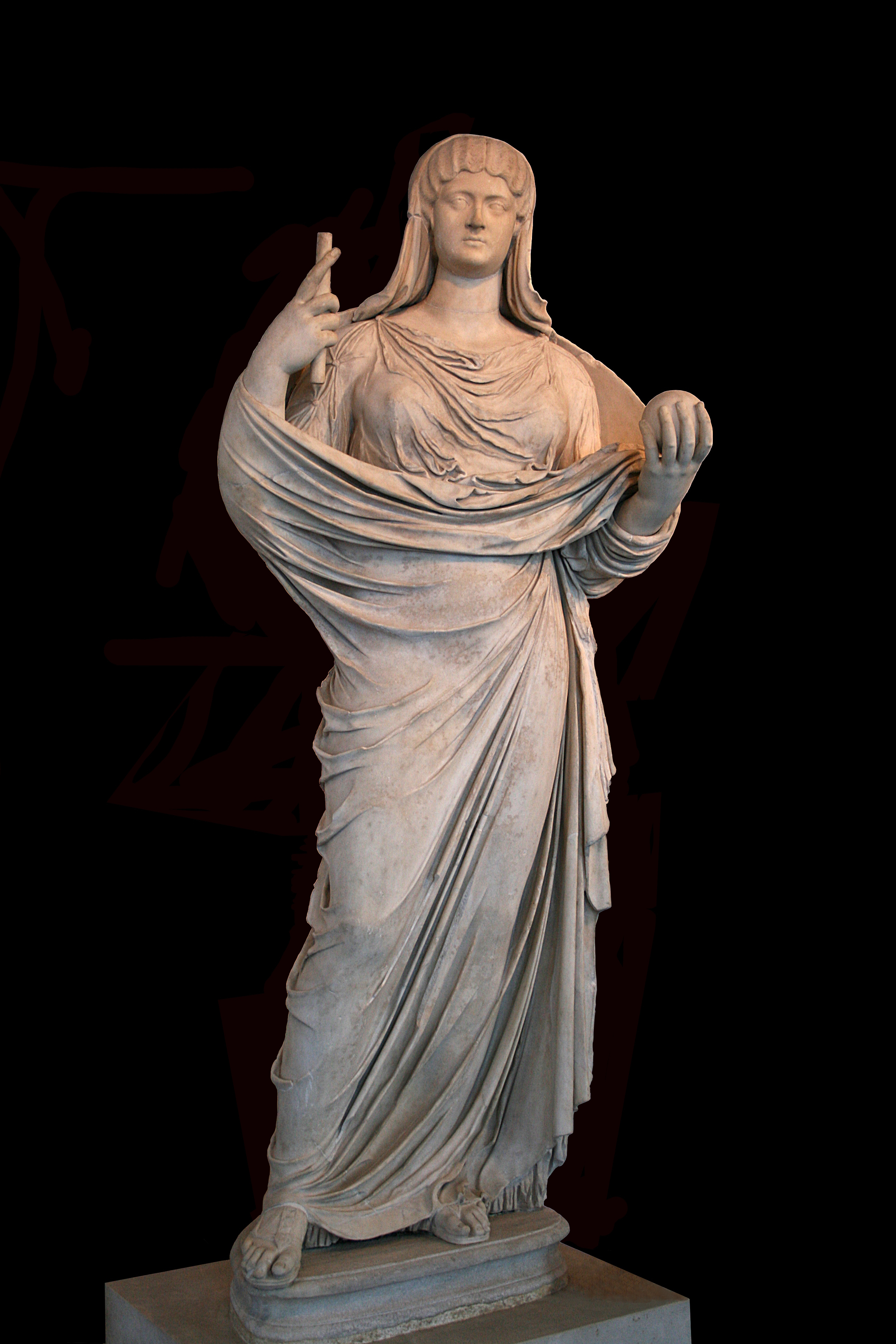
Faustina, a Jovem (165 AD) - Palazzo Massimo alle Terme, Roma.

Em seus trinta anos de casamento, Faustina e Marco Aurélio tiveram treze filhos:
- Ânia Aurélia Galéria Faustina (147 - fl. 165).
- Gêmelo Lucila (m. c. 150, gêmeo de Lucila.
- Ânia Aurélia Galéria Lucila (148/50 - 182), irmã gêmea de Gêmelo e casada com o coimperador do pai, Lúcio Vero.
- Tito Élio Antonino (n. depois de 150, m. antes de 7 de março de 161).
- Tito Élio Aurélio (n. depois de 150, m. antes de 7 de março de 161).
- Adriano (152-157).
- Domícia Faustina (n. depois de 150, m. antes de 7 de março de 161).
- Ânia Aurélia Fadila (159 - fl. 211).
- Ânia Cornifícia Faustina Menor (160 - fl. 211).
- Tito Aurélio Fúlvio Antonino (161 - 165), irmão gêmeo de Cômodo.
- Lúcio Aurélio Cômodo Antonino (161 - 192), irmão gêmeo de Fúlvio e futuro imperador.
- Marco Ânio Vero César (162 - 169).
- Víbia Aurélia Sabina (170 - antes de 217).